# 穆法藏
穆法藏（？—？），籍贯不详，追尊齐神武帝高欢的妾，平阳王高淹生母。

## 生平
北齐建立后，穆氏被尊为太妃，又出家为比丘尼，法名法藏。天保五年岁次甲戌四月丙辰八日癸亥（554年5月24日），齐文宣帝高洋、尚书令平阳王高淹、王母太妃尼法藏、内斋法师尼道寂、内斋法师尼道尝、平阳王妃冯氏、李娘一起为修定寺塔中的释迦摩尼舍利塔进行了供养。